# Call Me (Ivana Spagna)
Call Me è il secondo singolo della cantante Ivana Spagna, pubblicato su 45 giri dall'etichetta discografica CBS nel 1987.

## Successo e classifiche
Il singolo, che ha un successo maggiore del precedente Easy Lady, diventa primo in Europa e disco d'argento in Francia, raggiunge il secondo posto nel Regno Unito e sfiora i primi dieci nella classifica dance degli USA, nonostante l'artista avesse rinunciato alla promozione oltreoceano per rimanere accanto al padre malato.
Anche in Italia la canzone raggiunge il secondo posto ed è uno dei brani presentati al Festivalbar, edizione che Spagna vincerà però con Dance Dance Dance.
| Classifica (1987)                    |                        | Posizione massima | Settimane in classifica |
| ------------------------------------ | ---------------------- | ----------------- | ----------------------- |
| Europa                               | Europa (bandiera)      | 1                 | —                       |
| Italia(*)                            | Italia (bandiera)      | 1                 | 22                      |
| Regno Unito                          | Regno Unito (bandiera) | 2                 | 12                      |
| Irlanda                              | Irlanda (bandiera)     | 3                 | 7                       |
| Francia                              | Francia (bandiera)     | 4                 | 21                      |
| Norvegia                             | Norvegia (bandiera)    | 4                 | 11                      |
| Finlandia                            | Finlandia (bandiera)   | 5                 | —                       |
| Paesi Bassi                          | Paesi Bassi (bandiera) | 7                 | 18                      |
| Sud Africa                           | Sudafrica (bandiera)   | 6                 | 20                      |
| Svizzera                             | Svizzera (bandiera)    | 7                 | 13                      |
| Belgio (Vallonia)                    | Belgio (bandiera)      | 8                 | 12                      |
| Svezia                               | Svezia (bandiera)      | 8                 | 4                       |
| Germania                             | Germania (bandiera)    | 10                | 16                      |
| Austria                              | Austria (bandiera)     | 12                | 6                       |
| Hot Dance Club Play singolo 7" / 12" | Stati Uniti (bandiera) | 13 / 18           | —                       |

(*) Rimane nella classifica dei dischi più venduti in Italia dal 14 marzo all'8 agosto 1987, senza mai scendere sotto il 7º posto dal 4/4 al 27/6 (13 settimane consecutive), risultando l'undicesimo singolo più venduto del 1987.

## Video musicale
- Video musicale originale, su YouTube. URL consultato il 14 giugno 2014.

## Tracce
Gli autori di testi e musiche sono Ivana Spagna, Giorgio 'Theo' Spagna e 'Al'fredo 'Larry' Pignagnoli.

7" singolo (CBS 650279 7)

Lato A
1. Call me – 4:05

Lato B
1. Girl, It's Not the End of the World – 4:15

12" Maxi singolo (CBS 650279 6)

Lato A
1. Call me (extended version, original Euro 12" mix) – 6:05

Lato B
1. Girl, It's Not the End of the World (extended version) – 5:05

7" singolo US (Epic 34-00706)

Lato A
1. Call me (US remix - Steve Thompson, Mike Barbiero) – 4:05

Lato B
1. Girl, It's Not the End of the World – 4:15

12" Maxi singolo US (Epic 49-07573)

Lato A
1. Call Me (Long Distance dub) – 6:40
2. Call Me (instrumental) – 5:42
3. Call me (original Euro 12" mix) – 6:05

Lato B
1. Call Me (Popstand remix - Justin Strauss, Murray Elias) – 7:20
2. Call Me (Percapella) – 5:33